# Neftengol
 (octobre 2020).
Si vous disposez d'ouvrages ou d'articles de référence ou si vous connaissez des sites web de qualité traitant du thème abordé ici, merci de compléter l'article en donnant les références utiles à sa vérifiabilité et en les liant à la section « Notes et références ».
Neftengol est un village du Cameroun situé dans le département de la Bénoué et la région du Nord. Il fait partie de la commune de Bibémi. Neftengol est entouré par les villages de Lawa Adi (n.), et Patadje, Lombo et Bounguel (n.-o.). Le Plan Communal de Développement de Bibémi[réf. incomplète] prévoyait à Neftengol la construction de puits, d’un magasin de stockage de produits secs, l’acquisition d’un moulin à céréales et d’une égraineuse de maïs, ainsi que l’ouverture de pistes agricoles.  
Coordonnées: longitude 13.99° est, latitude 9.19° nord[réf. souhaitée]
Altitude: 359 m[réf. souhaitée]

## Population
Selon le Plan Communal de Développement de Bibémi daté de mai 2014, la localité comptait 425 habitants. Le nombre d’habitants de Neftengol était de 508 selon le recensement de 2005[source insuffisante].